# Panaspis wilsoni
Panaspis wilsoni är en ödleart som beskrevs av  Werner 1919. Panaspis wilsoni ingår i släktet Panaspis och familjen skinkar. IUCN kategoriserar arten globalt som otillräckligt studerad.
Artens utbredningsområde är Sudan. Inga underarter finns listade i Catalogue of Life.